# Conioselinum pseudoangelica
Conioselinum pseudoangelica är en växtart i släktet ryssiljor (Conioselinum) och familjen flockblommiga växter.
Arten är en perenn ört som förekommer i västra Sichuan i Kina. Den beskrevs först som Ligusticum pseudoangelica av Henri de Boissieu 1903, och fick sitt nu gällande namn av Michail Pimenov och Jevgenij Kljujkov 2003.